# 금벽로
금벽로(Geumbyeok-ro)는 충청남도 공주시 우성면 질마 교차로와 반포면 온천리를 잇는 충청남도의 도로이다. 전 구간 국도 제32호선에 속한다.

## 역사
- 1976년 1월 9일 : 예산군 신암면 종경리 ~ 공주군 반포면 온천리 총 3.525km 구간 개통, 기존 4.989km 구간 폐지[1]
- 1997년 9월 1일 : 공주시 반포면 온천리 ~ 신관동 16.52km 구간 확장 개통, 기존 18.41km 구간 폐지[2]
- 2007년 1월 3일 : 공주시 반포면 온천리 1.1km 구간 확장 개통, 기존 구간 폐지[3]
- 2009년 7월 10일 : 2개 이상 시·도에 걸쳐 있는 도로로 금벽로를 고시[4]

## 주요 경유지
충청남도
- 공주시 (우성면 · 쌍신동 · 신관동 · 월송동 · 무릉동) - 세종특별자치시 장군면 - 공주시 반포면

## 노선
전 구간 국도 제32호선에 속하므로 이 노선에 대한 별도 표기는 생략한다.
| 이름                    | 접속 노선                                                      | 소재지         | 소재지                               | 비고                                    |
| ----------------------- | -------------------------------------------------------------- | -------------- | ------------------------------------ | --------------------------------------- |
| 질마 교차로             | 국도 제36호선 (차동로) 연미산고개길 질마고개길 초정골길 해포길 | 공주시         | 우성면                               |                                         |
| 도천교 연미터널교       |                                                                | 공주시         | 우성면                               |                                         |
| 연미터널                |                                                                | 공주시         | 우성면                               | 연장 858m                               |
| 연미터널                | 신관동                                                         | 공주시         |                                      | 연장 858m                               |
| 쌍신동                  | 쌍신길                                                         | 공주시         | 대전 방향 진출 불가                  |                                         |
| 생명과학고 교차로       | 지방도 제651호선 (백제큰길)                                    | 공주시         |                                      |                                         |
| 정안천교                |                                                                | 공주시         |                                      |                                         |
| 전막 교차로             | 국도 제40호선 (웅진로) 전막1길                                 | 공주시         | 국가지원지방도 제96호선과 중복       |                                         |
| 중앙로삼거리            | 번영1로                                                        | 공주시         | 국가지원지방도 제96호선과 중복       |                                         |
| 금강둔치 교차로         | 신관로                                                         | 공주시         | 국가지원지방도 제96호선과 중복       |                                         |
| 대학로 교차로           | 공주대학로                                                     | 공주시         | 국가지원지방도 제96호선과 중복       |                                         |
| 강북 교차로             | 무령로                                                         | 공주시         | 국가지원지방도 제96호선과 중복       |                                         |
| 월송 교차로 (사송정2교) | 국도 제23호선 (차령로)                                         | 공주시         | 국가지원지방도 제96호선과 중복       | 월송동                                  |
| 무릉동                  | 무릉동길                                                       | 공주시         | 국가지원지방도 제96호선과 중복       | 월송동                                  |
| 장암교                  | 석장리길                                                       | 공주시         | 국가지원지방도 제96호선과 중복       | 월송동                                  |
| 장암 교차로             | 국가지원지방도 제96호선 (금송로) 외암길                        | 세종특별자치시 | 국가지원지방도 제96호선과 중복       | 장군면                                  |
| 청벽대교                |                                                                | 세종특별자치시 |                                      | 장군면                                  |
| 공주시                  | 반포면                                                         |                |                                      |                                         |
| 공주시                  | 반포면                                                         | 청벽삼거리     | 지방도 제691호선 (왕흥장악로) 창벽로 | 대전 방향 진출 불가                     |
| 공주시                  | 반포면                                                         | 미암교         |                                      |                                         |
| 공주시                  | 반포면                                                         | 마티터널       |                                      | 대전 방향 연장 705m 공주 방향 연장 700m |
| 공주시                  | 반포면                                                         | 금천 교차로    | 가마봉길                             |                                         |
| 공주시                  | 반포면                                                         | 반포 교차로    | 국도 제1호선 (반포세종로)            | 국도 제1호선과 중복                     |
| 공주시                  | 반포면                                                         | 공암교         |                                      | 국도 제1호선과 중복                     |
| 공주시                  | 반포면                                                         | 공암 교차로    | 송곡로                               | 국도 제1호선과 중복                     |
| 공주시                  | 반포면                                                         | 희망 교차로    | 상하신길                             | 국도 제1호선과 중복                     |
| 공주시                  | 반포면                                                         | 온천교         |                                      | 국도 제1호선과 중복                     |
| 공주시                  | 반포면                                                         | 박정자삼거리   | 동학사1로                            | 국도 제1호선과 중복                     |
| 공주시                  | 반포면                                                         | 삽재 교차로    | 국도 제1호선 (백운로)                | 국도 제1호선과 중복                     |
| 현충원로와 직결         |                                                                |                |                                      |                                         |

## 주요 건물 및 시설
- 봉황중학교 (충청남도 공주시 금벽로 301)
- 공주생명과학고등학교 (충청남도 공주시 금벽로 317)
- 석장리박물관 (충청남도 공주시 금벽로 990)
- 충남과학고등학교 (충청남도 공주시 반포면 금벽로 1351-15)